# Виткувская башня
Рыцарская башня в Виткуве (пол. Wieża rycerska w Witkowie) — жилищно-оборонительная рыцарская усадьба, расположенный в селе Виткув в гмине Шпротава Жаганьского повята Любушского воеводства в Польше.

## Архитектура
Здание, вероятно, было построено в конце XIV века на квадратном плане. Ее окружали каменный оборонительная стена и ров, который наполнялся водой из ручья Млынкувка. В прошлом вне стен находились также хозяйственные здания. До наших дней сохранились также: средневековая официна, остатки стен, часть валов и остатки полукруглых башен (бастей). Сама башня каменная, построенная из булыжника и кирпича, имеет вальмовую гонтовую крышу. За время ее существования башню несколько раз перестраивали. К башне с юга, вел перекинутый надо рвом подъемный мост. Со стороны ворот, на первом этаже башни, размещены керамические жбаны, которые, вероятно, имели усиливать слышимость. Интерьеры украшены остатками красочной готической полихромии — фигурами людей, птиц и сценой Распятия.

## Современность
В начале XXI века башня стала частной собственностью.